# Strada statale 668 Lenese
La ex strada statale 668 Lenese, ora strada provinciale BS 668 Lenese (SP BS 668), è stata una strada statale italiana che si sviluppava nella provincia di Brescia e che metteva in comunicazione la Bassa Bresciana col lago di Garda.

## Storia
La strada statale 668 venne istituita con il decreto del Ministro dei lavori pubblici n. 1788 del 3 ottobre 1991, mutuando il percorso dalla strada provinciale 1 Lonato-Orzinuovi (SP 1), coi seguenti capisaldi di itinerario: "Innesto con la strada statale n. 11 a Lonato - tratto in comune con la strada statale n. 236 presso Montichiari - Leno - innesto con la strada statale n. 235 presso Orzinuovi".
In seguito al decreto legislativo n. 112 del 1998, dal 2001, la gestione è passata dall'ANAS alla Regione Lombardia che ha provveduto al trasferimento dell'infrastruttura al demanio della Provincia di Brescia.

## Percorso
La strada misurava 57 km e presentava un tracciato tipicamente pianeggiante con caratteristiche di strada extraurbana secondaria in quasi tutta la sua parte. Aveva origine a Lonato, dalla strada statale 11 Padana Superiore, e terminava a Orzinuovi innestandosi sulla ex strada statale 235 di Orzinuovi. La strada passava dapprima per Montichiari, dove intersecava la strada statale 236 Goitese, proseguendo per Ghedi, Leno, Manerbio, dove intersecava la strada statale 45 bis Gardesana Occidentale, per giungere infine a Orzinuovi.